# معجزة ماساتشوستس
كانت معجزة ماساتشوستس فترة من النمو الاقتصادي في ماساتشوستس خلال معظم الثمانينات. قبل ذلك ، كانت الدولة قد تضررت بشدة من جراء تراجع التصنيع والبطالة الناتجة عنه. خلال المعجزة ، انخفض معدل البطالة من أكثر من 12 ٪ في عام 1975 إلى أقل من 3 ٪ ، والذي كان مصحوبا بتخفيض الضرائب وزيادة هائلة في الدخل الشخصي. 

## النمو الأولي
تركز النمو بشدة على الخدمات المالية وصناعة التكنولوجيا الفائقة (غالبًا ما تكون مدفوعة بالتكنولوجيا من جامعة هارفارد ومعهد ماساتشوستس للتكنولوجيا) ،  وداخل بوسطن وفي ضواحيها على طول الطريق 128 (طريق سريع). أدى التوسع في صناعة التكنولوجيا المتقدمة على طول الطريق 128 إلى استخدام اسم الطريق كلقب لاقتصاد التكنولوجيا الإقليمي، مثل وادي السيليكون .   
من بين الشركات البارزة المرتبطة بـالمعجزة: ديجيتال إكوبمينت و داتا جنرال و وانغ للمختبرات و بريم كمبيوتر و لوتس دبفلوبمون كوربوراشن و أبولو كومبيوتر . 
كان مايكل دوككايس حاكم ولاية ماساتشوستس خلال معظم هذا الوقت، وحاول أن ينسب الفضل لـ «المعجزة» خلال حملته الانتخابية لرئيس الولايات المتحدة في عام 1988 . 

## ركود التسعينيات المبكر
في أوائل التسعينيات، تأثرت ولاية ماساتشوستس، مثلها مثل معظم مناطق شمال شرق البلاد ط، بشدة جراء الركود الذي حدث في أوائل التسعينيات من البلاد ككل، حيث وصل معدل البطالة إلى ما يقرب من 9 ٪ بحلول صيف عام 1992. ومع ذلك، تعافت ولاية ماساتشوستس من الركود بشكل أسرع من بقية الشمال الشرقي، مدعومة بالازدهار التكنولوجي على مستوى البلاد في التسعينيات، وبحلول نهاية العقد انخفض معدل البطالة مرة أخرى إلى أقل من 3 ٪.